# Sipaneopsis foldatsii
Sipaneopsis foldatsii är en måreväxtart som beskrevs av Julian Alfred Steyermark. Sipaneopsis foldatsii ingår i släktet Sipaneopsis och familjen måreväxter. Inga underarter finns listade i Catalogue of Life.